# Селуянов Олександр Вікторович
Олександр Вікторович Селуянов (рос. Александр Викторович Селуянов; 24 березня 1982, м. Уфа, СРСР) — російський хокеїст, захисник. Виступає за «Нафтохімік» (Нижньокамськ) у Континентальній хокейній лізі.
Вихованець хокейної школи «Салават Юлаєв» (Уфа). Виступав за «Салават Юлаєв» (Уфа), «Лада» (Тольятті), ЦСК ВВС (Самара), «Металург» (Магнітогорськ), «Динамо» (Москва), «Торпедо» (Нижній Новгород), «Югра» (Ханти-Мансійськ).
У складі молодіжної збірної Росії учасник чемпіонату світу 2001. У складі юніорської збірної Росії учасник чемпіонату світу 2000.
Брат: В'ячеслав Селуянов.
Досягнення
- Чемпіон Росії (2007), срібний призер (2005), бронзовий призер (2003, 2004, 2006, 2008, 2009)
- Володар Кубка Шпенглера (2005)
- Володар Кубка європейських чемпіонів (2008)
- Фіналіст Ліги чемпіонів (2009).